# Pholcus crassipalpis
Pholcus crassipalpis är en spindelart som beskrevs av Sergei Aleksandrovich Spassky 1937. Pholcus crassipalpis ingår i släktet Pholcus och familjen dallerspindlar. Inga underarter finns listade i Catalogue of Life.